# Viennacontemporary
viennacontemporary — міжнародний ярмарок сучасного мистецтва у Відні, Австрія. Починаючи з 2015 року, він щорічно проходить в четвертий тиждень вересня у виставковому просторі Маркс-Халле. Окрім фокусу на сучасному мистецтві країн Центральної і Східної Європи, на ярмарку є міжнародні та австрійські галереї, що представляють як молодих, так і відомих художників.
Ряд заходів, що організовані у співробітництві з австрійськими музеями та іншими художніми інституціями, підкреслює важливість Відня як центру сучасного мистецтва та культури.
Щороку на viennacontemporary беруть участь приблизно 100 галерей та приблизно 30 000 відвідувачів.

## Історія
2012 року команда під керівництвом голови правління Дмитра Юрійовича Аксьонова, директора Ренгера ван ден Хойвеля та двох артдиректорів — Крістіни Штейнбрехер-Пфандт і Віти Заман, — організувала в Відні ярмарок сучасного мистецтва Viennafair. У 2014 році Віта Заман покинула компанію. 2015 року ярмарок перейменовано на viennacontemporary та перенесено в Маркс-Халле. Крістіна Штейнбрехер-Пфандт керувала ярмарком з 2015 по 2018 роки, а у 2019 році новим артдиректором була призначена Йоханна Хромік.

## Маркс-Халле
Побудований в кінці XIX сторіччя архітектором Рудольфом Фреем, Маркс-Халле був першим будинком у Відні, що мало конструкцію з кованого заліза. Колись ринок великої рогатої худоби, нещодавно відреставрована будівля в індустріальному стилі служить місцем для проведення великих заходів, концертів та ярмарок. Розташовано в центрі творчого кварталу Neu Marx [Архівовано 26 січня 2019 у Wayback Machine.] поруч з більш як ста медіа-, креативними та науковими компаніями. Маркс-Халле є частиною культурної спадщини Австрії.

## Факти

### 2015
- 24–27 вересня 2015 р.
- 99 галерей з 25 країн
- Focus: Bulgaria

### 2016
- 22–25 вересня 2016 р.
- 112 галерей з 28 країн
- Focus: Ex-Yugoslavia & Albania

### 2017
- 21–24 вересня 2017 р.
- 110 галерей і інституцій з 27 країн
- Focus: Hungary

### 2018
- 27–30 вересня 2018 р.
- 118 галерей і інституцій з 27 країн
- Focus: Armenia